# Gibbsboro
Gibbsboro es un borough ubicado en el condado de Camden en el estado estadounidense de Nueva Jersey. En el año 2010 tenía una población de 2.274 habitantes y una densidad poblacional de 392,07 personas por km².

## Geografía
Gibbsboro se encuentra ubicado en las coordenadas 39°50′01″N 74°57′58″O / 39.83361, -74.96611.

## Demografía
Según la Oficina del Censo en 2000 los ingresos medios por hogar en la localidad eran de $57,326 y los ingresos medios por familia eran $63,864. Los hombres tenían unos ingresos medios de $43,182 frente a los $30,807 para las mujeres. La renta per cápita para la localidad era de $26,035. Alrededor del 4.2% de la población estaba por debajo del umbral de pobreza.